# Чеховец
Чеховец је насељено место у саставу града Прелога у Међимурској жупанији, Хрватска. До територијалне реорганизације у Хрватској налазио се у саставу старе општине Чаковец.

## Становништво
На попису становништва 2011. године, Чеховец је имао 720 становника.

## Попис1991.
На попису становништва 1991. године, насељено место Чеховец је имало 744 становника, следећег националног састава:
| Попис 1991.‍ | Попис 1991.‍ | Попис 1991.‍ | Попис 1991.‍ | Попис 1991.‍ |
| ----------- | ----------- | ----------- | ----------- | ----------- |
|             |             |             |             |             |
| Хрвати      | Хрвати      |             | 731         | 98,25%      |
| Југословени | Југословени |             | 3           | 0,40%       |
| Словенци    | Словенци    |             | 3           | 0,40%       |
| Мађари      | Мађари      |             | 1           | 0,13%       |
| непознато   | непознато   |             | 6           | 0,80%       |
| укупно: 744 |             |             |             |             |